# Los Fierros
Los Fierros es una localidad situada en el municipio de Tarimoro del estado de Guanajuato, México.

## Ubicación
La localidad se encuentra a 11.8 km del centro del municipio y a 46.3 kilómetros de la ciudad de Celaya. Se encuentra a 1970 metros de altitud.

## Población
La población actual de la comunidad es de una 1553 personas, de las cuales 861 son mujeres y 692 son hombres. La población se caracteriza por ser demográficamente vieja, pues tiene un 11% de personas mayores de 70 años

## Economía
La gente de la localidad se dedica a las labores campesinas y ganaderas. Sus principales producciones agrícolas son el maíz, el sorgo y la calabaza. En cuanto a la ganadería, se dedican a la crianza de vacas, borregos, cerdos, gallinas, entre otros animales de granja.

## Educación
Dentro de la comunidad se encuentran una escuela primaria, una telesecundaria y un Telebachillerato Comunitario, por lo que las personas que desean estudiar tienen que acudir a escuelas en poblados cercanos como Parácuaro, El Acebuche, La Moncada, La Noria, entre otras..

## Costumbres y Tradiciones
Entre las festividades y costumbres más populares son las fiesta de Navidad y fin de año, la representación de la Pasión de Cristo, el Día de Muertos, etc.